# Axel Leth
Axel Nils Fredrik Leth, född den 24 oktober 1890 i Landskrona, Malmöhus län, död den 14 mars 1968 i Stockholm, var en svensk militär. Han var son till Fredrik Leth.
Leth blev underlöjtnant vid Svea artilleriregemente 1911 och löjtnant där 1915. Efter att ha genomgått Artilleri- och ingenjörhögskolans högre kurs 1914–1916 tjänstgjorde han i artilleristaben 1919–1921 och var artilleristabsofficer 1923–1926. Leth blev kapten vid regementet 1924, vid artilleristaben 1926, vid Bodens artilleriregemente 1929, var lärare vid Krigshögskolan 1931–1935, blev major i armén 1934, vid Wendes artilleriregemente 1935, överstelöjtnant i armén 1937, vid Bodens artilleriregemente 1938 och vid Svea artilleriregemente 1941. Han befordrades till överste i IV. militärområdets reserv 1946. Leth blev riddare av Svärdsorden 1932. Han vilar på Östra begravningsplatsen i Kristianstad.